# Until the End of Time (песня Тупака Шакура)
«Until the End of Time» — первый сингл с одноимённого альбома, оказавшийся очень успешным в плане продаж, благодаря чему помог альбому завоевать статус платинового. На сингле в качестве гостя присутствует африканский R&B певец R.L. Huggar, участник группы Next. В видеоклипе, снятом на трек, показаны ранее не демонстрировавшиеся фотографии Тупака.
Семпл песни взят с «Broken Wings» группы Mr. Mister.

## Дорожки
- Макси CD и 12"

1. «Until the End of Time» — 4:26
2. «Thug N U Thug N Me» (remix) — 4:11
3. «Baby Don’t Cry (Keep Ya Head Up II)» — 4:22
4. «Until the End of Time» (видеоклип)

## Чарты
| Чарты (2001)                          | Максимальная позиция |
| ------------------------------------- | -------------------- |
| Австралия (ARIA)                      | 34                   |
| Австрия (Ö3 Austria Top 40)           | 64                   |
| Бельгия/Фландрия (Ultratop 50)        | 3                    |
| Бельгия/Валлония (Ultratop 50)        | 6                    |
| Германия (GfK)                        | 33                   |
| Нидерланды (Single Top 100)           | 11                   |
| Франция (SNEP)                        | 39                   |
| Швеция (Sverigetopplistan)            | 53                   |
| Швейцария (Schweizer Hitparade)       | 24                   |
| UK R&B (Official Charts Company)      | 3                    |
| Великобритания (OCC UK Singles)       | 4                    |
| США (Billboard Hot 100)               | 52                   |
| США (Billboard Hot R&B/Hip-Hop Songs) | 21                   |